# 長崎弁
日本語 > 九州方言 > 肥筑方言 > 長崎弁
長崎弁（ながさきべん）は、九州地方の長崎県で話される日本語の方言。九州方言の肥筑方言の一つである。ここでは、長崎県のうち五島列島、対馬、壱岐島を除いた地域の方言を扱う。

## 特徴・区画
長崎弁は博多弁や熊本弁などと同じ肥筑方言に分類され、終助詞「ばい」「たい」や準体助詞「と」、逆接の「ばってん」、形容詞語尾の「か」などの共通する特徴を有する。中でも長崎弁は、「長崎ばってん江戸べらぼう」「長崎ばってん京どすえ」などのことわざに見られるように、古くから「お国なまり」の代表格の一つに挙げられることが多かった。
長崎県の方言は以下のように区分される。坂口(1998)では/の左側の名称を用いているが、本項では便宜上、右側の呼称を用いる。本項では本土の中南部方言と北部方言について記述する。五島方言、対馬方言、壱岐方言についてはそれぞれの項目を参照のこと。
- 中南部本土方言/中南部方言
  - 長崎方言（長崎市旧市街地）
  - 大村・彼杵方言（大村市、東彼杵郡、西彼杵郡、西海市、旧西彼杵郡域で長崎市に編入された地域）
  - 諫早・北高方言/諫早方言（諫早市、長崎市矢上・戸石など）
  - 島原・南高方言/島原方言（雲仙市、島原市、南島原市）
- 北部本土方言/北部方言（佐世保市、松浦市、平戸市、北松浦郡）
- 南部離島方言・五島方言（五島列島）
- 北部離島方言
  - 壱岐方言（壱岐島）
  - 対馬方言（対馬）

北部方言と中南部方言はアクセントで対立しており、北部方言がアクセントの区別をもたない無アクセントであるのに対し、中南部方言は鹿児島などと同種の二型アクセント（九州西南部式アクセント）である。また北部方言は文法面で佐賀県西部の方言に似る点がある。長崎方言のある長崎市中心部は、江戸時代に天領として幕府と深い関係にあり、中国語やオランダ語に由来する語彙が取り入れられた歴史がある。大村・彼杵方言は旧大村藩域、諫早方言は旧佐賀藩域、島原方言はほとんどが旧島原藩域であり、方言区分はこれらの藩政による影響が大きいと考えられている。

## 発音
長崎弁は、他の九州方言と同じく、母音の無声化が盛んである。
連母音
「大根」→「じゃーこん」、「一昨日」→「おとてー」、「西瓜」→「しーか」のように、連母音「ai」「oi」「ui」が融合して発音される。しかし、「時計」などの連母音「ei」は融合しない。
連母音「oo」「ou」「eu」に由来するもの（合音）は、共通語では「oː」になっているが、長崎県をはじめ九州方言では「uː」になっている。「au」（開音）は他地域と同じく「oː」になる。
[例]（合音→uː）けふ→けう→きゅー（今日）、ようじん→ゆーじん（用心）、いっしょう→いっしゅー（一升）、せう→しゅー（しよう）
[例]（開音→oː）甘く→あまう→あもー、いっしゃう→いっしょー（一生）
子音
「せ」「ぜ」は本来「しぇ」「じぇ」と発音されるが、若年層では「せ」「ぜ」になっている。県内全域で合拗音クヮ、グヮがあるがこれも高齢層に限られてきている。九州方言では四つ仮名の区別、つまり「じ」と「ぢ」、「ず」と「づ」の区別を残すところが広いが、長崎弁では区別はない。また鼻濁音もなくガ行子音はgである。
ラ行子音
語中のラ行子音が、そり舌音になったり、子音脱落を起こしたりすることがある。
[例]あい（あれ）
促音化・撥音化
県内全域で動詞の語尾「る」の促音化が起こる。（例）「くっ」（来る）、「かんがゆっ」（考える）
また、カ語尾の形容詞・形容動詞でも、「高か」＞「たっか」のような促音化が起こる。
語頭以外のナ行音・マ行音が撥音化する傾向がある。（例）「いん」（犬）、「つんたか」（冷たい）
島原方言
島原方言では、ザ行音とダ行音の交代が顕著である。また、リをヂ、リョをヂョと発音することがある。「鳥」→「とる」、「鮑」→「あわぶ」のように、イ段がウ段に変わる現象もあり、特にリ・キ・ミで顕著である。

## アクセント
| 型  | 語例                              | 二拍      | 三拍          | 四拍              |
| --- | --------------------------------- | --------- | ------------- | ----------------- |
| A型 | 血・風・川・形 体・小豆・かまぼこ | かぜ ちが | かたち かぜが | かまぼこ かたちが |
| B型 | 手・春・足・海 命・からす・雷     | はる てが | いのち はるが | かみなり いのちが |

中南部方言は二型（九州西南部式）アクセントである。二型アクセントは鹿児島や熊本県西部のアクセントと共通するもので、アクセントの型の種類がA型とB型の2種類を持つものである。長崎県内の二型アクセントでは、「高低」「高高低」「高高低低」（二拍では第一拍が高く、三拍以上では第二拍まで高い）のように発音されるA型と、「低高」「低低高」「低低低高」（最後の拍のみ高い）のように発音されるB型の2種類のアクセントを持つ。同じ語であっても助詞がつくかどうかで高く発音する部分の移動があり、たとえばA型の語彙である「風」は、「かぜ」「かぜが」のように発音され、B型の語彙である「春」は「はる」「はるが」のようになる。それぞれの型に所属する語彙と音調は右の表のようになる。若年層では、A型は第一拍が低くなって「かぜが」のように発音されるようになっている。また、佐賀県に近い地域や島原市では「風・川」の類が「かぜが」のようになることがある。
一方、北部方言は無アクセントで、アクセントによる型の区別は行われない。丁寧な発音では全ての語が平板に発音される。

## 文法

### 動詞
動詞の活用の種類には、五段活用、上一段活用、下二段活用、カ行変格活用（来る）、サ行変格活用（する）があり、ナ行変格活用は長崎県ではほぼ消えている。下二段活用があるのは九州全体の特徴で、未然形「受け（ん）」、連用形「受け（た）」、終止形と連体形は同形で「受くる」、仮定形「受くれ（ば）」、命令形「受けろ」のようになり終止・連体形と仮定形に共通語との差異がある。一方で、九州方言各地と同じく長崎弁でも一段・二段活用が「起きらん」「起きれ」のように五段活用化する傾向が強い。上一段活用は五段化が広く起こるが、下二段活用では五段化は二拍語に限られる。
意志・勧誘形の伝統的な形は、五段「いこー」（行こう）、上一段「おきゅー（おくー）」（起きよう）、下二段「じゅー・ずー」（出よう）、サ変「しゅー・すー」（しよう）、カ変「くー・きゅー」（来よう）のようになる。やや新しい語形として、一段・二段活用が五段化した「おきろー」「でろー」もある。打ち消しでも、伝統的な「書かん」「起きん」「出ん」「せん（しぇん）」「こん」の形のほかに、五段化した「起きらん」「出らん」がある。
動詞に「て」「た」などを付けた場合の、五段動詞での音便は、カ行・ガ行（終止形語尾が「く・ぐ」になる動詞）がイ音便、タ行・ラ行（終止形語尾が「つ・る」のもの）が促音便であるのは共通語と同じである。共通語と違う形として、ワ行・バ行・マ行（終止形語尾が「う・ぶ・む」のもの）がウ音便に、サ行（終止形語尾が「す」のもの）がイ音便になる点がある。イ音便やウ音便は、連母音融合によってさらに音変化が起こる。下記はその一例である。
- ワ行ウ音便：かうた→こーた（買った）
- サ行イ音便：だいた→じゃーた（出した）
- バ行ウ音便：はこうだ→はくーだ・はこーだ（運んだ）
- マ行ウ音便：ようだ→ゆーだ・よーだ（読んだ）

このうちバ行・マ行ウ音便やサ行イ音便は、中年層以下では共通語化が進んでいる。
丁寧形には共通語と同じく「ます」を用いるが、「知りまっせん（しぇん）」のように促音が入ることがある。仮定形は、共通語と同じかそれが音変化した「書けば・書きゃー」「起きれば・起きりゃー」「すれば・すりゃー」「くれば・くりゃー」を用いる。命令形は、「書け」「起きろ・起きれ」「出ろ・出れ」「せろ・せれ」「こい」などとなる。

### 形容詞・形容動詞
形容詞の終止形・連体形は、他の肥筑方言のように「赤か」「白か」のようなカ語尾を用いる。連用形は、「よーなか」（良くない）、「うれしゅーなる」（嬉しくなる）のようにウ音便を用い、「…て」にあたる言い方では「よーして」（良くて）のように「して」を用いる。推量（…だろう）を表すには、「良かろー」「白かろー」のように未然形に「う」を付ける場合と、「良かじゃろー」「白かじゃろー」のようにカ語尾に「じゃろー」を付ける場合がある。仮定形は、「良かれば・良かりゃー」「嬉しかれば・嬉しかりゃー」のようになる。ほかに、「うれっしゃする」（嬉しがる）、「おとろっしゃする」（恐ろしがる）のような言い方がある。また、語幹に「さ」を付けたものが文末に用いられ、感動を表すことがある（例）うまさー！。
形容動詞の終止形・連体形は、「元気か」（元気だ）のように形容詞と同じカ語尾になる。ただ、語によっては「へんなか」（変だ）のように連体形につくものがある。また、形容動詞は「静かじゃろー・やろー」「静かに」「静かで」「静かじゃった・やった」のように活用して、形容詞との区別はある。

### 助動詞など
断定
断定の助動詞（コピュラ）には「じゃ・や」があるが、「じゃろー・やろー」「じゃった・やった」の形で使われる。普通は「じゃ・や」をそのまま文の終止に用いることはなく、代わりに「ばい」「たい」を用いる。高年層が「じゃろー・じゃった」、中年・若年層（戦後世代）が「やろー・やった」を用いるという傾向がある。
打ち消し
動詞の否定は、未然形に「ん」を付けて表す。過去打ち消しには「行かんじゃった」（行かなかった）のような「んじゃった」や「んやった」を用い、平戸市・北松地域では「じゃった」（例：行かじゃった）も用いる。
進行相と完了相
長崎弁をはじめ九州方言では、進行相と完了相を言い分ける。長崎県では、進行相には「よる」を、完了相には「とる」が用いられる。一部の地域では完了相に「ちょる」を用い、諫早方言の進行相には「よる」のほかに「おる」も用いる。これらは「降りよる」「降っとる」のように動詞の連用形に付くが、「良かりよった」のように形容詞に付くこともある。
推量・様態・比況
推量には「じゃろー・やろー」が用いられるほか、形容詞では「無かろー」のような形も使う。また動詞でも未然形に「う」を付けたものを用いることができるが、その場合は普通文末詞「だい」を付ける（例）はりゅーだい（晴れるだろう。はれう→はりゅー）。ただし長崎方言では「だい」を付けない。様態や比況には「ごと・ごとある・ごたる」を用いる。
可能表現
可能表現では、能力可能と状況可能で別の言い方をする。能力可能には、「ゆる」（下二段活用）と「きる」（五段活用）が動詞の連用形に付けて用いられる。状況可能には「るる・らるる」（下二段活用）を動詞の未然形に付けて用いる。「きる」は九州で広く使われ、「ゆる」は長崎県・佐賀県で使われる。長崎方言では不可能を表す「ださん」も使われる。
[例] （能力可能）「まだこもーして　じてんしゃに　のりきらん」（まだ小さいので自転車に乗れない。「こもー」は「こまか」の連用形）
[例] （状況可能）「こんめしゃ　ねまっとっけん　くわれんばい」（このご飯は腐っているから食べられないよ）
[例]「まちさん　いこーち　おもーとったばってん　いそがしゅーして　いきださんじゃった」（町へ行こうと思っていたが、忙しくて行けなかった）
敬語
尊敬の助動詞には、「なる」、「なさる（なはる）」（以上2つは連用形に付く）、「す・らす」、「る・らる」（以上二つは未然形に付く。「す・る」が五段・サ変に、「らす・らる」がそれ以外に付く）が使われる。「なる」が頻用されるほか、「す・らす」も手軽な敬語として広く使われる。また大村市を中心に熊本弁と共通する「なす」を、諫早方言で「しゃる」「んしゃる」を用いる。

### 助詞
格助詞・副助詞・係助詞
主格の格助詞には「の・ん」を用い、準体助詞に「と」を用い、また対格（を）には「ば」を用いるが、最近の若者世代（特に女性）では共通語（を）を使うことも増えている。方向を表すのに、「に」や「さん・しゃん・さめ・さね・さにゃ・さな」が用いられるが、「に」は「い」に変化して、さらに前の語と融合する。また、「…（する）ために・（し）に」のような、行為の目標を示すのに「ぎゃ・ぎゃー」を用いる。これら上記の助詞は、おおよそ他の肥筑方言と共通する特徴である。このほか、手段・方法を表すのに「から」を用いる。撥音の後に副助詞「は」が来ると、「ほんな」（本は）のように「は」が「な」に変わる。
[例]「せんせーの　こらした」（先生がいらっしゃった）
[例]「はなん　きれかと(つ)ば　こーてきたばい」（花のきれいなのを買ってきたよ）
[例]「こいだいんと？」（これは誰の？）
[例]「がっけー」（学校に）
[例]「みぎゃいく」（見に行く）
[例]「バスから行く」（バスで行く）
接続助詞
「から」にあたる原因・理由を表す接続助詞には、「けん・けー・け」などやそれを強調した「けんか・けんが」などがある。また北部方言、大村・彼杵方言の西部外海、島原北部では「せん（しぇん）」も用いる。
「けれども」に当たる逆接確定を表す接続助詞には、「ばってん・ばって・ばってー」やその強調の「ばってんか・ばってんが」が広く用いられるほか、諫早方言、大村・彼杵方言、島原北部では「どん・じょん」も用いられる。
仮定を表す順接の接続助詞に、佐世保市を中心に「ぎー・ぎ・ぎん・ぎんた」などが用いられ、大村・彼杵方言の東部域で「ぎんにゃ」、諫早方言で「ぎっと」、主に島原半島北部で「ぎら・ぎらー」、主に島原半島南部で「ぎりゃ・ぎりゃー」が用いられる（例）「行くぎー」「行くぎら」（行くなら）。
逆接仮定（…ても）には「てん」や「たっちゃ（ー）」が用いられる。
伝聞
伝聞には、助動詞「らしか」や助詞「げな」が用いられる。
終助詞・間投助詞
代表的な文末助詞に「ばい」「たい」があり、名詞に直接付いて断定の助動詞の代わりにもなる。「ばい」は自己の判断を確認したりそれを穏やかに教示したりするのに使われ、「たい」は自明・客観的な事柄を言うのに使われる。「ばい」の変種には「ばな」「ばん」「ばいたー」などがあり、「たい」の変種には「たー」「たん」などがある。
意志を表す助動詞「う」の後に付ける助詞に、「い」や「で（ー）」がある。（例）いこーい（行こうよ）、やみゅーで（やめようよ）
文末詞「な（ー）・の（ー）・ね（ー）」があり、「ね（ー）」が若年層から広がりつつある。長崎方言では女性が「へ」「とへー」を用いることがある。また、文末だけでなく文中にも使える「さ」がよく使われる。
終助詞「ぞ・よ・ね」に相当するものとして大村・彼杵方言の東部域で「ざん」が、西彼杵内海地域や北松地域で「ざい」が用いられる。
北部方言で肯定の応答表現に「ない」がよく用いられる。また長崎方言での女性の応答表現に「はいさー」（そうよね）が聞かれる。
疑問などを表す終助詞に、諫早方言で「かん」、島原北部で「かなし・かなーし」、島原南部で「かない」が用いられる。
諫早方言で文末詞「なた・なたー・のまい」が丁寧表現としてよく用いられる。「なたー」は「なーあなたー」、「のまい」は「のーおまえ」が変化したものである。

### 接続詞
順接確定には「そりけん・そいけん」（そうだから）、逆接確定には「そっじょん・そるばってん・そいばってん・そがんばってん」（そうだけれども）などがある。諫早方言で仮定の接続詞（それなら）に「あいば・ないば」がよく用いられる。